# Juiz de Fora
Juiz de Fora, amtlich portugiesisch Município de Juiz de Fora, ist eine Stadt im brasilianischen Bundesstaat Minas Gerais. Die Stadt hatte zum 1. Juli 2020 geschätzt 573.285 Einwohner, genannt juiz-foranos, auf einer Fläche von 1437 km².

## Geographie
Juiz de Fora ist die größte Stadt im Süden des Bundesstaates Minas Gerais. Die Stadt liegt am Rio Paraibuna, einem Nebenfluss des Rio Paraíba do Sul.
Die Fläche der Gemeinde beträgt laut dem statistischen Amt IBGE 1435,749 km². Davon sind urban genutzt 317,74 km² als Stadtgebiet. Es handelt sich um die ausgedehnteste Gemeinde der Zona da Mata Mineira.
Die Gemeinde ist im Norden mit Santos Dumont und Ewbank da Câmara, im Nordosten mit Piau und Coronel Pacheco, im Osten mit Chácara, Bicas und Pequeri, im Südosten mit Santana do Deserto, im Süden mit Matias Barbosa und Belmiro Braga, im Südwesten mit Santa Bárbara do Monte Verde, im Westen mit Lima Duarte und Pedro Teixeira und im Nordwesten mit Bias Fortes begrenzt. 
Das Relief von Juiz de Fora ist sehr zerklüftet und entspricht geomorphologisch der Serrana-Einheit der Zona da Mata, die zur nördlichen Mantiqueira-Region gehört. Die maximale Höhe beträgt 998 m in der Nähe des Cocais-Gebirges und das Minimum 470 m im Santo Antônio-Fluss. Das Zentrum befindet sich auf einer Höhe von 677,2 m. Etwa 2 % des Territoriums von Juiz-Forano sind flach, 15 % des Landes sind typisch für Gebirgsketten und die restlichen 83 % des Landes sind Hügelländer.
Die Entfernung von Juiz de Fora zu wichtigen Städten in Brasilien beträgt:
- Rio de Janeiro: 184 Kilometer
- Belo Horizonte: 272 Kilometer
- São Paulo: 506 Kilometer
- Vitória: 519 Kilometer
- Brasília: 992 Kilometer

## Klima
Juiz de Fora hat ein tropisches Klima. Die Höchstwerte liegen das ganze Jahr zwischen 27 und 35 °C, die Tiefstwerte liegen zwischen 16 und 23 °C. Dennoch gibt es Ausnahmen: Von Juni bis August kann es morgens bis zu 12 °C kalt werden.
Die Trockenzeit dauert drei Monate (von Juni bis August), die Regenzeit sieben Monate (von November bis Mai), dann fallen an einem Tag bis zu 250 mm Niederschlag oder mehr. Der Dezember und der Januar sind die regenreichsten Monate, es wurden schon 750 mm Niederschlag in einem Monat gemessen.
| Monatliche Durchschnittstemperaturen und -niederschläge für Juiz de Fora \| \| Jan \| Feb \| Mär \| Apr \| Mai \| Jun \| Jul \| Aug \| Sep \| Okt \| Nov \| Dez \| \| \| \| Temperatur (°C) \| 22,0 \| 22,6 \| 21,6 \| 19,5 \| 17,6 \| 16,2 \| 16,0 \| 17,2 \| 18,3 \| 19,7 \| 20,5 \| 21,3 \| Ø \| 19,4 \| \| Niederschlag (mm) \| 289 \| 209 \| 188 \| 79 \| 36 \| 27 \| 15 \| 22 \| 53 \| 122 \| 191 \| 275 \| Σ \| 1506 \| |      |      |      |      |      |      |      |      |      |      |      |      |   |      |
| | Jan  | Feb  | Mär  | Apr  | Mai  | Jun  | Jul  | Aug  | Sep  | Okt  | Nov  | Dez  |   |      |
| Temperatur (°C) | 22,0 | 22,6 | 21,6 | 19,5 | 17,6 | 16,2 | 16,0 | 17,2 | 18,3 | 19,7 | 20,5 | 21,3 | Ø | 19,4 |
| Niederschlag (mm) | 289  | 209  | 188  | 79   | 36   | 27   | 15   | 22   | 53   | 122  | 191  | 275  | Σ | 1506 |

## Geschichte
Die Geschichte von Juiz de Fora geht auf den Beginn des 18. Jahrhunderts zurück, als in der Umgebung verschiedene Straßen zum Transport des Goldes aus Ouro Preto gebaut wurden. Die bedeutendste für die Stadt war der 1728 erbaute „Caminho Novo“ (Neuer Weg im Straßennetz der Estrada Real), der direkt Minas Gerais mit Rio de Janeiro verband. Ab 1850 wurde der Ort zu einem Zentrum der Industrialisierung und trug damals den Beinamen Manchester Mineira („Manchester in Minas Gerais“).
Der aus Clausthal-Zellerfeld stammende Ingenieur Heinrich Wilhelm Ferdinand Halfeld (1797–1873) trug viel zur Entwicklung der Stadt bei. Um 1860 machten die Sklaven etwa 60 % der Ortsbevölkerung aus. 1899 wurde hier das Wasserkraftwerk Usina de Marmelos gebaut. Die Gewinne aus der Kaffeeproduktion ermöglichten auch eine kulturelle Entwicklung.
Seit 1924 ist die Stadt Sitz eines römisch-katholischen Bistums, das 1942 zum Erzbistum Juiz de Fora erhoben wurde.
Unter den Einwanderern und Flüchtlingen aus Deutschland war auch Hermann Mathias Görgen, der 1950–1954 einen Lehrstuhl an der örtlichen Universität innehatte.

## Kommunalpolitik
Berühmtester Stadtpräfekt war von 1967 bis 1971 und von 1973 bis 1974 der spätere Präsident Itamar Franco.
Bei den Kommunalwahlen in Brasilien 2020 wurde die ehemalige Bundesabgeordnete Margarida Salomão von der Arbeiterpartei Partido dos Trabalhadores (PT) für die Amtszeit von 2021 bis 2024 zur Bürgermeisterin gewählt.
Die Legislative mit Sitz im Palácio Barbosa Lima liegt bei einem Stadtrat (Câmara Municipal) aus 19 gewählten Stadtverordneten (vereadores).

## Verkehr
In Juiz de Fora existieren Stand 2020 38 Buslinien.

### Flughäfen
Seit 1958 existiert der Francisco Alvares de Assis Airport (IATA: JDF, ICAO: SBJF), im Volksmund „Serrinha“ genannt. Dieser liegt innerhalb der Stadtgrenzen, etwa 7 km südwestlich des Zentrums im Bezirk „Aeroporto“.
Der Flughafen Pres. Itamar Franco befindet sich 35 km nördlich in der Gemeinde Goianá. Azul Linhas Áereas Brasileiras bieten von dort aus Flüge nach Campinas (VCP) und GOL Linhas Áereas nach Belo Horizonte (PLU) und São Paulo-Congonhas (CGH).

## Wirtschaft
Die wichtigsten industriellen Aktivitäten sind die Herstellung von Textil-, Bekleidungs- und Metallwaren. Hergestellt werden technische Produkte aus Metall, Möbel, Fahrzeuge (u. a. von der Daimler AG) und dergleichen.

## Söhne und Töchter der Stadt
- Murilo Mendes (1901–1975), Lyriker und Schriftsteller des Modernismo brasileiro
- Heitor Canalli (1910–1990), Fußballspieler
- Olívio Aurélio Fazza (1925–2008), katholischer Geistlicher, Bischof von Foz do Iguaçu
- Rubem Fonseca (1925–2020), Schriftsteller und Drehbuchautor
- Itamar Franco (1930–2011), ehemaliger brasilianischer Präsident
- Geraldo Majella Agnelo (1933–2023), Kardinal
- Zé Carlos (1945–2018), Fußballspieler
- João Justino de Medeiros Silva (* 1966), römisch-katholischer Geistlicher, Erzbischof von Goiânia
- Luís Otávio Santos (* 1972), Violinist und Dirigent
- Leandro Müller (* 1978), Schriftsteller
- Leandro Salino do Carmo (* 1985), Fußballspieler
- Pedro Ivo Ferreira (* ≈1990), Jazz- und Improvisationsmusiker
- Fab Melo (1990–2017), Basketballspieler
- Daniel Corrêa Freitas (1994–2018), Fußballspieler
- Wesley Moraes (* 1996), Fußballspieler
- Luiz Mauricio da Silva (* 2000), Speerwerfer